# 末吉9太郎
末吉 9太郎（すえよし きゅうたろう、1993年7月28日 - ）は、日本のアイドル。千葉県木更津市出身。血液型はB型。身長は169cm。2016年3月に音楽大学を卒業。ボーイズユニット・CUBERSの元メンバー、及びリーダー。

## 人物歴

### 概要
1993年、千葉県に生まれる。幼少期から現在に至るまでモーニング娘。やハロー！プロジェクトなどを好み、「モーニング娘。になりたい」という思いを胸にアイドルを志す。中学校1年生の時に性別の違いからモーニング娘。のオーディションへの参加が出来ないことを知って以降、様々なオーディションを8年の間受け続け、音楽大学の在学中にオーディションに合格する。2015年からはボーイズユニット・CUBERSとして活動を行い、2019年5月8日につんく♂提供の楽曲『メジャーボーイ』でメジャー・デビューをする。以降、東名阪ライブツアーの開催や、CSデジタル放送などにおいてグループの冠テレビ番組の放送など様々な活動を行っている。
2024年3月31日、CUBERSは豊洲PITでのラストライブをもって解散した。末吉は事務所を退所し、芸能活動を続けていくとした。
末吉個人においては、2019年8月からウェブ上にアイドルのオタクの日常を再現した「アイドルオタクあるある」動画を投稿し始め、動画の総再生回数は5億回を超える。動画の内容と共に、動画内で使用される言葉「それなー！」「沸いたー！」にも注目が集まり、雑誌やラジオ、テレビなどの各メディアで取り上げられ、10代向けのマーケティング調査を行う会社による2020年のトレンド予測においては「末吉9太郎」と「沸いたー！」が選出される。テレビ番組においては地上波のゴールデンタイムのトークバラエティ番組への出演も果たす。

### 少年時代

#### アイドルとの出会い
幼稚園に通っていた頃、クラスのお遊戯会で女の子がモーニング娘。の楽曲『LOVEマシーン』を踊っていたことがきっかけでモーニング娘。を知り、モーニング娘。のファンになった。この時に末吉は男の子側で祭りの踊りを披露していたが、末吉自身はモーニング娘。がやりたかったため、女の子たちに羨望の眼差しを向けていた。また、「アイドル」という存在をこの当時に初めて認識した。以降、小学校に入学してからもモーニング娘。を好み、辻希美、後藤真希などを応援していた。
末吉が小学校4年生の2003年・春、母と共に、自身の地元である千葉県の市原市市民会館（千葉県市原市）で開催された後藤真希のコンサート「後藤真希ファーストコンサートツアー2003春 〜ゴー!マッキングGOLD〜」に行き、実際に見た後藤真希の姿と、観客の熱狂に心を動かされ、ファンクラブに入会した。このコンサートを機に末吉は「モーニング娘。になりたい」という心情を抱いた。翌年の1月24日、末吉は横浜アリーナ（神奈川県横浜市）で開催されたコンサート「Hello! Project 2004 Winter 〜C'MON! ダンスワールド〜」に行き、モーニング娘。が所属しているハロー！プロジェクトに様々なグループがあることを知る。その後はBerryz工房などのイベントにも足を運ぶようになった。コンサートに関して末吉は「ステージ側に立ちたい」という思いも交えて観ており、将来の夢は「歌手」、と小学校の卒業アルバムに書いたと語っている。また、末吉はこの当時、友達がおらず、いじめを受けていたともメディアで語っている。自身が使っている持ち物に対して周囲から不快な情を向けられたりしたこともあったが、内向き志向にはならず、ポジティブな性格ゆえに「可愛いから嫉妬されている」、「自分は将来モーニング娘。になる、ハロー！プロジェクトのアイドルになるから大丈夫」という思いから周囲に時間を割いても仕方がないと達観していた。学校は嫌だったが、モーニング娘。の映像を観たり、ハロー！プロジェクトのコンサートへ行くことを精神的な支柱にして過ごしていた。

#### オーディション（2007年以降）
末吉は祖母から掛けられた言葉「あんたはモーニング娘。になれる」を信じて過ごしていたが、中学校1年生のある時、モーニング娘。のオーディションへの参加資格が「女性のみ」ということを知り、衝撃を受ける。以降、中学校2年生からは様々なオーディションを受けるようになるが、末吉は約50社以上のオーディションに約8年間落ち続ける。この、オーディションに落ち続けるということのように、前向きな気持ちが失われそうな時について末吉は、幼少期から思い続けたアイドルになるという夢や、アイドルにならないと幸せになれないという考えを胸に抱いていたため、落ち込むことはなかったと語っている。末吉はオーディションを受け続けている期間にイタリアン・レストランと、大手CDショップチェーンにおいてアルバイトとして働いていた。特にCDショップチェーンに関して末吉は、自身が目指している業界に少しでも関わりたいという思いからアルバイトを始め、イベント会場においてCDなどを販売する職務を務めていた。
自身がアイドル以外の姿になっている人生を想像することはできないが、オーディションには受からないという現実に対して末吉は、自身の周りの環境をアイドルに近付けることが夢に繋がるかもしれないと考え、ブログを開設する。その他にも月に一度、ライブハウスでライブをする活動も始める。ライブの活動においては観客が0人でもライブを行い、ライブの活動に関する写真を撮影し、自身のブログに投稿した。末吉はこの活動を約1年の間続け、活動などを記した自身のプロフィールを様々な芸能事務所に送り、株式会社つばさエンタテインメントのマネージャーから連絡を貰う。末吉に連絡をしたマネージャーは末吉のブログを見て、末吉には人気があると勘違いしたと語っており、この出来事などが契機となり、当時音楽大学3年生・後期の末吉はオーディションに合格した。

### グループ活動の開始（2015年4月）

#### 芸名の決定（2015年）
オーディションに合格し、ボーイズユニットとしての初舞台は決まっていたが、初舞台の約1週間前までグループ内で末吉だけ芸名が決まっていなかった。当時、マネージャーは所属事務所の上役に末吉の芸名案を何度も提案しており、その後、末吉は所属事務所の上役から「メンバーで1人、面白い名前を入れたい」「お前は末吉9太郎だ、”きゅう”は数字の”9”だ」と言われ、芸名が決定する。当時の末吉は決定した名前について理解することができなかったが、名前を覚えてもらいやすいことや、エゴサーチがしやすいなど利点が多く、現在では気に入っている。芸名の候補においては「セバスチャン」なども挙げられていた。

#### メジャー・デビュー（2019年5月）
ボーイズユニット・CUBERSとしての活動が約4年経過した2018年12月24日にニコファーレ（東京都港区）にて開催されたCUBERSのワンマンライブ「CUBERS Xmas Special Live Show～今君に降り積もれWhite Snow～」において、CUBERSが2019年5月にキングレコードよりメジャー・デビューをすることが発表され、メジャー・デビュー曲はつんく♂による楽曲提供であることもステージ上でメンバーにサプライズ発表された。この時は他のメンバーと同様に末吉自身においても思い掛けない発表であり、メンバーのTAKA曰く、この時の末吉は見たことの無い動きをしていた。幼い頃からつんく♂が関わる楽曲に触れてきた末吉は、つんく♂の楽曲提供について「男の子としては限界レベルの夢の叶え方」と語っている。このメジャー・デビューシングル『メジャーボーイ』の表題曲については夏まゆみが振付を担当し、鈴木俊介が編曲で携わっている。
CUBERSのメジャー・デビューシングル『メジャーボーイ』の表題曲の制作過程において、末吉を含めCUBERSのメンバーはつんく♂と対面していなかったが、メジャー・デビューシングルの発売日である2019年5月8日にHMV&BOOKS SHIBUYA（東京都渋谷区）にて開催された『メジャーボーイ』発売記念イベントでつんく♂がサプライズ登場し、末吉はつんく♂との初対面を果たした。つんく♂との対面について末吉は「人間はびっくりすると声が出なくなる」と語った。

#### 解散（2024年3月）
2023年6月14日、CUBERSはグループの公式サイトを更新し、2024年3月31日をもって解散することを発表した。末吉は「21歳の時にオーディションに受かり、20代のほぼ全てをCUBERSとして生きてきました。楽しい毎日でした。大変な事も悔しい事も、時には悲しい事も、CUBERSのメンバーとしてなら前向きに乗り越えようと思う事ができました」と直筆のコメントで綴っている。
2024年3月31日、豊洲PITでラストライブ「CUBERS LAST LIVE - Final scene and Life goes on -」を開催し解散した。

### 個人での活動

#### 動画の投稿（2018年以降）
2018年・後期、末吉は「バズりたい」という思いからウェブサービス・Twitterに日々、動画を投稿していた。末吉が動画を投稿し続けて約10か月が経った2019年8月6日に、自身が演じるアイドルファンの様子をアイドル側の視点から見た動画「特典会に並ぶファンの方達」をTwitterに投稿し、以降Twitterを始めショートビデオ・プラットフォーム・TikTokや動画共有サービス・YouTubeにアイドルのファン、オタクをテーマにした動画を投稿する。その後、末吉が扮する架空のアイドルオタクのOL「よしえ」が動画内で登場するなど、動画が「アイドルオタクあるある動画」として話題となる。なかでも、投稿された動画で多用されている間投詞の「それなー」や、感情が高ぶっている状態を表す表現「沸いたー」などにも注目が集まり、10代の女性向けのマーケティング調査を行っている会社が発表した2020年における女子中学生・高校生のトレンドの予想において、言葉に関する部門で「沸いたー！」が、人物に関する部門で「末吉9太郎」が選出された。2019年10月20日にTwitterに投稿した動画「ツイッターで繋がってるオタクに現場で初めて会ったオタク」はタレントの指原莉乃などもTwitterで取り上げ、2020年7月時点で323万回再生される。ウェブ上に投稿された動画の総再生回数は5億回を超える。
「アイドルオタクあるある動画」に関する用語
- よしえ

架空のアイドルオタクのOL。架空のアイドルグループ「爽快パンチングライン」を長い間応援しており、メンバーでは特にマモルを応援している。「爽快パンチングライン」のCDの発売に際して開催されるイベントには全て参加している。
- 爽快パンチングライン

架空のアイドルグループ。地下アイドルとして活動をし、メジャー・デビューを果たす。
現メンバー
- 晴里俊介

23歳、ニックネームは「ハルシュン」。グループの初期メンバーでリーダー、センターを務めている。
- 園田レオン

23歳、ニックネームは「チャンレオ」。アイドルグループ「ショコラティエポム」のセンターを務めていたがグループが解散し、ソロでの活動をしていた。その後、現グループに初期メンバーとして加入した。
- 星来輝源

27歳、ニックネームは「輝源様」。グループには2期生として加入した。芸能界での交友関係が広い。ライバルは同じグループの晴里俊介。二重メーク用品を使用している。
- 須藤まひろ

21歳、ニックネームは「すーどん」。グループの初期メンバー。
- 森本豊志

18歳、ニックネームは「とよしん」。グループに2期生として加入した当初と比べて現在は太っている。
- 野田稜

ニックネームは「ノダリョ」。グループには2期生として加入した。同期の森本豊志とは互いにライバル視している。
- マモル

20歳、グループの初期メンバー。目標の人物は同期の晴里俊介と園田レオン。マモルの公式ブログ「マモルのホクロ」がある。
楽曲
- 爽快パンチ（作詞・作曲：末吉9太郎） - JASRAC作品コード：252-8658-7。

爽快パンチングラインの1stシングル。
- ココロの扉（作詞・作曲：末吉9太郎） - JASRAC作品コード：735-8695-1。

爽快パンチングラインの2ndシングル。
- 全力スニーカー（作詞・作曲：末吉9太郎、編曲：鎌田瑞輝） - JASRAC作品コード：735-8697-8。

爽快パンチングラインの3rdシングル。

## ディスコグラフィー

### 配信限定シングル
| 発売日        | タイトル                  | レーベル        | クレジット                         |
| ------------- | ------------------------- | --------------- | ---------------------------------- |
| 2020年2月14日 | 顔面国宝!それなー         | キングレコード  | 作詞：末吉9太郎/作曲：ひろせひろせ |
| 2020年9月16日 | 推し肌恋しい              | キングレコード  | 作詞：末吉9太郎/作曲：ひろせひろせ |
| 2022年9月21日 | 機材席開放ってなんですか? | TSUBASA RECORDS | 作詞・作曲：末吉9太郎              |
| 2023年3月29日 | あたしの自名義            | TSUBASA RECORDS | 作詞・作曲：末吉9太郎              |

## 人物
- ボーイズユニット・CUBERSの元メンバー、及び元リーダー。グループのリーダーには2020年11月28日に就任した[44]。なお、CUBERSは2024年3月31日付で解散した[4]。それに伴い末吉は当時の所属事務所を退所、フリーランスとしての芸能活動継続を発表した[4]。
- 特技は自撮り[13]。
- 千葉県木更津市出身[2]。
- 座右の銘は「下には下がいる」[45]。
- 「アイドルオタクアイドル」を自認する[46]。
- ウェブ上に投稿した「アイドルオタクあるある動画」がSNSなどで話題となり、「沸いたー！」や「それなー！」の一火付け役として注目される[15][8][47]。
- 2020年JC・JKトレンド予測のヒト部門に選ばれる[32][7]。
- 鈴木愛理の大ファンであり、鈴木を末吉自身の理想的なアイドル像としている[30][48]。オーイシマサヨシ×鈴木愛理のアニソン神曲カバーでしょdeショー!!に出演した際には、鈴木が所属していたユニットであるBuono!時代からのファンだと語り、鈴木のことが好きな理由について「長いこと活動してきた中でも常に鈴木愛理でいてくれる。本当にありがたい」などと話し、自身がもつ鈴木に関するエピソードなども披露した[49]。その出演回では、鈴木に対し終始興奮する様子を見せていた[49]。

### 趣味
趣味はアイドルの追っかけ。
ハロー！プロジェクトに関して、モーニング娘。においては後藤真希、辻希美、矢口真里、紺野あさ美、田中れいな、他のグループにおいても菅谷梨沙子、鈴木愛理、小川紗季、船木結、宮本佳林などを特に好きな人物として挙げている。中でも鈴木愛理について末吉は、鈴木のステージ上でのパフォーマンスやファンとの向き合い方などを自身のアイドルの理想像としている。ハロー！プロジェクトの現メンバーについても佐藤優樹などの名を挙げている。
ハロー！プロジェクト以外のアイドルに関しても、齊藤なぎさ（=LOVE）や吉川ひより（超ときめき♡宣伝部）などを注目している人物として挙げている。また、芸能事務所・スターダストプロモーションの有料動画配信サービス「スターダストチャンネル」に会員登録をしている（2020年2月時点）。

## 出演

### テレビ

#### バラエティ番組
- TiARY TV かまってちゃん（コーナー：ざわちんなりきり女子メイク）（2019年4月21日、tvk）
- お願い!ランキング（コーナー：高校生ニュース）（2020年2月4日、テレビ朝日）[55]
- 音が出たら負け（2020年3月11日[56]、8月14日[57]、日本テレビ） - 第2弾で番組史上初の完全制覇を達成
- 沼にハマってきいてみた（2020年3月18日、NHK Eテレ）[58]
- 上野優華の角打ちゆうか（2020年4月2日、tvk）
- 1周回って知らない話（2020年4月15日、日本テレビ）[59]
- ボイメン ジャパネスク（2020年4月17日、中京テレビ）
- 踊る!さんま御殿!! （2020年4月21日、日本テレビ）[60]
- 有田P おもてなす（2020年5月23日、NHK）[61]
- 芸能人が本気で考えた!ドッキリGP（2020年6月20日、9月5日、10月10日、フジテレビ）
- The Gift（2020年6月22日、日本テレビ）[62]
- アッコにおまかせ!（2020年7月12日[63]、9月6日[64]、11月1日、2021年2月7日、2022年1月23日、TBSテレビ）
- ダウンタウンDX（2020年7月30日、日本テレビ）[65]
- この差って何ですか?（2020年8月11日[66]、10月6日、10月20日、TBSテレビ）
- 青春しか勝たん！（2020年10月8日、BSテレ東）[67]
- 金曜日のソロたちへ（2020年10月16日[68]、2021年3月19日[69]、NHK）
- 歌ネタゴングSHOW 爆笑!ターンテーブル（2020年10月27日[70]、12月27日[71]、TBSテレビ）
- ゴッドタン（2020年10月31日[72]、2021年1月16日[73]、テレビ東京）
- 二択の王国（2021年1月8日、15日、22日、テレビ大阪）[74]
- ヒルナンデス!（コーナー：3色ショッピング）（2021年1月22日、日本テレビ）[75]
- フリースタイルティーチャー season4（2021年2月16日 - 、テレビ朝日）[76]
- オーイシマサヨシ×鈴木愛理のアニソン神曲カバーでしょdeショー!!（2023年6月3日、2023年6月10日、テレビ朝日) [77][78] - テレビ朝日公式youtubeにも投稿、2025年5月時点で280万回以上の視聴数を記録[49]

#### 報道・情報番組
- いっとこ! みんテレ（2020年10月31日、北海道文化放送）[注釈 2]
- Nスタ（2020年11月3日、TBSテレビ）[79]

#### テレビドラマ
- 連続テレビ小説 エール（2020年、NHK総合）- ダンサー 役[80]
- 推しが武道館いってくれたら死ぬ（2022年10月9日 - 12月26日、朝日放送テレビ） - 伊藤 役[81]
- 推しが上司になりまして（2023年、テレビ東京）[82]

#### インターネットテレビ
- 指原莉乃&ブラマヨの恋するサイテー男総選挙（2017年4月25日、7月4日、25日、6月13日、2019年4月23日、7月2日、10月22日、2020年2月10日、4月21日、AbemaTV）[83]
- シンデレラガールズトーク うだカフェ（2019年12月11日、AbemaTV）
- リアルタイムドッキリ！今夜あなたも共犯者 今日は芸人最悪の日！（2020年10月17日、AbemaTV）[84]

### 映画
- 劇場版 推しが武道館いってくれたら死ぬ（2023年5月12日、ポニーキャニオン） - 伊藤 役 [85]

### 舞台
- 男子はつらくないよ？？（日替わりゲスト出演）（2019年8月9日、よみうりホール）

### ラジオ
※は電話での出演。
- Fine!!（2016年11月2日[86]、2019年10月16日[87]、TBSラジオ）
- PRIZMAX presents EBi-Dunk!!（2017年4月27日[88]、2018年4月26日[89]、2019年10月10日[90]、FM FUJI）
- HITS ONE PREMIUM powered by Billboard JAPAN（2017年5月2日、i-dio）
- RADIO DRAGON-NEXT-（2018年4月26日、TOKYO FM）[91]
- Memories & Discoveries（コメント出演）（2019年5月3日、TOKYO FMほか）
- Nutty Radio Show THE魂（2019年5月15日、10月15日、2020年11月10日※[92]、NACK5）
- ミューコミプラス（ニッポン放送）
  - ゲスト出演（2019年5月13日、9月16日、12月9日、2020年4月7日、6月22日）
  - 火曜日アシスタント（2020年4月14日 - ）[93][注釈 3]
- キラメキ ミュージック スター「キラスタ」（2019年5月20日、NACK5）[注釈 4]
- 60TRY部（2019年5月21日、10月29日、2020年7月5日[94]、10月27日[95]、ラジオ日本）
- billboard JAPAN HOT100 COUNTDOWN（2019年5月25日、ニッポン放送）
- 沈黙の金曜日（2019年5月31日、9月20日、FM FUJI）[注釈 5]
- God Bless Saturday（2019年9月28日、FMヨコハマ）
- ALL GOOD FRIDAY（2019年10月11日[注釈 6]、2020年7月17日[注釈 7]、11月20日[96]、J-WAVE）
- あなたにハッピーメロディー（インタビュー出演）（2019年10月15日※、ニッポン放送ほか）
- 四千ミルク（2019年10月16日、FM FUJI）[97]
- OH! HAPPY MORNING（2019年10月18日[98]、25日[99]、JFN系列）
- GROOVER'S DIVE（コメント出演）（2019年12月11日、ZIP-FM）
- TALK ABOUT（2019年12月21日[100]、2020年2月1日[101]、5月9日※[102]、10月24日[103]、TBSラジオ）
- DJ KOO presents BEAT GOES ON（2020年2月28日、FM FUJI）[104]
- レコメン！（2020年3月25日[105]、6月29日、11月2日[106]、文化放送ほか）
- キャッチ！（2020年4月16日※、e-radio）[107]
- MOTIVE!!（2020年5月1日※[108]、10月16日[109]、bayfm78）
- サタデーミュージックバトル 天野ひろゆき ルート930（2020年5月16日※[110]、7月18日[111]、ニッポン放送）
- Society5.0 香格里拉（2020年6月7日※、文化放送）[112]
- ブラス・ミュージック（2020年6月13日[113]、20日[114]、FM AICHI）
- Tresen（2020年6月18日[115]、11月5日[116]、FMヨコハマ）
- 俺たちの穴！（2020年6月30日※[117]、11月17日※[118]、FM FUJI）
- JUMP UP MELODIES TOP 20 supported by Ginza Sony Park（2020年9月4日、TOKYO FM）[119]
- SCHOOL OF LOCK!（2020年9月7日、JFN系列）[120]
- メゾン・ド・ミュージック（コメント出演）（2020年10月28日、MBSラジオ）[121]
- ミュージックライン（2020年11月12日、NHK-FM）[122]
- the Canadian Club の音選たまご（コメント出演）（2020年11月15日、FM GIFU）

#### インターネットラジオ
- アンファーpresents 新星･アイドル発掘ラジオ「NONSTYLE井上の渋谷ジャック」（2019年5月19日、10月27日、渋谷クロスFM）[注釈 8]
- 文化放送 QR→NEXT『末吉9太郎の「トモダチ百人できるかな…？」！』（2019年9月10日、17日、24日、10月1日、YouTube）[注釈 9][123]

### インターネット動画配信
- お悩み相談所「9ちゃんにまかせなさい！」（2018年5月2日 - 10月31日、LINE LIVE）
- 時人とカンパイ！（2018年8月20日、ニコニコ生放送）
- OTODAMA青春TV24（2019年8月7日、SHOWROOM）
- 藤本美貴YouTubeチャンネル「ハロー!ミキティ / 藤本美貴」（2019年11月4日、7日、YouTube）[124]
- テレビ朝日YouTubeチャンネル「芸能もういっちょ！」（2019年11月26日、YouTube）
- スカイピースYouTubeチャンネル（2019年12月9日、2020年7月14日、7月23日[注釈 10]、YouTube）
- 恋するハチスタ（2020年1月30日、LINE LIVE）[注釈 11]
- DJ KOO YouTubeチャンネル「DJ KOOの電KOO石火わいたー」（2020年3月7日、YouTube）
- #Twitter夏祭り（2020年8月30日、Twitter）[125]
- 対決落語（2021年7月28日 - 8月15日、Twitter / YouTube） - 桃城太郎 役[126]
- オーイシマサヨシ×鈴木愛理のアニソン神曲カバーでしょdeショー!!（ 2023年6月3日[49]、2023年6月10日[78]、youtube）- #61、鈴木愛理とともにカバーを披露する(鈴木愛理は「アイドル」[127]、末吉は「ロッタラ ロッタラ」[78])

### 雑誌・ムック本
- インタビュー掲載
  - 月刊Audition（2017年5月1日、白夜書房）
  - JUNON 2020年1月号（2019年11月22日、主婦と生活社）
  - TV Bros. 2020年2月号（2019年12月20日、東京ニュース通信社）
  - 週刊SPA! 2020年2月4日号（2020年1月28日、扶桑社）
  - S Cawaii! 2020年春号（2020年2月6日、主婦の友社）
  - FINEBOYS（2020年2月7日、日之出出版）
  - CM NOW 2020年3月号（2020年2月10日、玄光社）
  - Ray 2020年4月号（2020年2月22日、主婦の友社）
  - Myojo 2020年4月号（2020年2月22日、集英社）
  - JJ 2020年5月号（2020年3月23日、光文社）
  - ニコ☆プチ 2020年6月号（2020年4月22日、新潮社）
  - CanCam 2020年6月号（2020年4月23日、小学館）
  - Audition blue 2020年6月号（2020年5月1日、白夜書房）
  - TV station 2020年5月16日号（2020年11号）（2020年5月13日、ダイヤモンド社）
  - TVnavi 2020年10月号（2020年8月24日、産経新聞出版・扶桑社）
- 対談掲載
  - TopYellNEO 2020 SPRING（2020年3月28日、竹書房）
- その他
  - MONOTONE CLASSY BOYS Vol.02（2019年11月8日、シンコーミュージック・エンタテイメント）
  - non-no 2020年4月号（2020年2月20日、集英社）
  - andGIRL 2020年4月号（2020年3月12日、エムオン・エンタテインメント）
  - Quick Japan 150号（2020年6月25日、太田出版）
  - an・an 2232号（2021年1月6日、マガジンハウス）

### 新聞
- インタビュー掲載
  - 毎日新聞 首都圏版 夕刊（2020年3月31日、毎日新聞社）[注釈 12]
  - 中日新聞（2020年4月22日、中日新聞社）
- その他
  - 朝日新聞 朝刊（2020年8月21日、朝日新聞社）[128]

### ウェブ
- インタビュー掲載
  - しらべぇ（2018年11月19日、NEWSY）
  - 週刊女性PRIME（2019年9月30日、主婦と生活社）
  - おたぽる（2019年10月12日、サイゾー）
  - withnews（2019年10月25日、朝日新聞社）
  - fumumu（2019年11月9日、NEWSY）
  - ORICON NEWS（2019年12月2日、oricon ME）
  - サイゾーウーマン（2019年12月28日、サイゾー）
  - BOYSぴあSelection（2020年1月9日、14日、ぴあ）
  - 音楽ナタリー（2020年1月22日、ナターシャ）
  - ENTAME next（2020年3月2日、3月3日、徳間書店）
  - タウンワーク マガジン（2020年3月3日、7月7日、21日、8月4日、リクルート）
  - FINEBOYS Online（2020年3月4日、日之出出版）
  - JJ net（2020年4月20日、光文社）
- 連載
  - Emo!miu（2019年11月 - 、アイ・エヌ・ジー）
  - 109ニュース シブヤ編集部（2020年2月 - 、SHIBUYA109エンタテイメント）
- その他
  - JUNON TV（2019年11月22日、主婦と生活社）
  - LINE MOOK「Toss!」（2019年12月2日、LINE）[注釈 13]
  - 劇団ほろよい ツイッター公演（2020年11月6日、Twitter）[注釈 14][129]

### コマーシャル
- ウェブ・コマーシャル
  - スマホ持つか持たないか裁判（2021年1月15日 - 、ワイモバイル）[130]

### その他
- 映画『サヨナラまでの30分』男子限定試写会（2020年1月13日、スペースSF汐留）[131]
- 末吉9太郎 夢の掴み方スペシャルトークセミナー（2020年10月30日、大阪スクールオブミュージック専門学校）[132]
- 『機材席開放ってなんですか?』リリース記念イベント～初のソロリリイベならとりあえず軽率に行ってみるか～（2022年9月17日・18日、あべのキューズモール・イオンモール大高 グリーンコート）
- 『あたしの自名義』リリース記念イベント〜このライブ参戦したら自名義強くなるんだって〜(2023年4月1日、タワーレコード渋谷店B1F CUTUP STUDIO)